# Robert Pikelny
Robert Pikelny (ou Piekielny) est né à Łódź (Pologne) le 9 février 1904 et il est mort dans le 18e arrondissement de Paris le 23 juillet 1986. Il a été peintre de l'École de Paris.
Robert Pikelny commence son apprentissage artistique à Moscou où ses parents viennent s'installer en 1908. Il découvre la peinture à travers les peintres de la galerie Tretiakoff, importante galerie de Moscou qui expose Ilia Répine, Vassili Ivanovitch Sourikoff et Valentin Alexandrovitch Seroff dont les reproductions ornent sa chambre d’enfant. Plus tard, il sera davantage attiré par les peintres du mouvement russe, “Le Valet de Carreau”, groupe marqué par les fauves et les cubistes et qui rallie Ilja Machkoff, premier maître de Pikelny et Chevtchenko, peintre influencé par Cézanne et attiré par Paris. En 1922, Pikelny voyage à Vienne et à Berlin, fait la connaissance de Jean Pougny qui devient son ami.
En 1923, Pikelny arrive à Paris.